# みゆき会病院
みゆき会病院（みゆきかいびょういん）は、山形県上山市にある病院。救急告示病院。
敷地内には介護老人保健施設「みゆきの丘」も存在する。

## 概要
上山市南部、山形県道51号山形上山線沿いに位置する。

## 沿革
- 1993年（平成5年) 9月 - 開院[2]

## 施設概要
- 敷地面積：16,759ｍ2[2]
- 延床面積：9,294ｍ2[2]

## 診療科
（この節の出典）
- 内科（呼吸器・消化器・循環器・糖尿病・血液内科・脳神経内科）
- 脳神経外科
- 整形外科
- 歯科
- リハビリテーション科
- 麻酔科
- 放射線科
- 小児科

## 医療機関の認定
- 保険医療機関[4]
- 労災保険指定医療機関[4]
- 更生医療指定医療機関[4]
- 育成医療指定医療機関[4]
- 身体障害者福祉法指定医の配置されている医療機関[4]
- 生活保護法指定医療機関[4]
- 救急告示病院[1]
- 公益財団法人日本医療機能評価機構認定病院[5]

## アクセス
- JR山形新幹線・奥羽本線「かみのやま温泉駅」から
  - タクシーで約10分[6]
  - 山交バスで約10分[6]
- JR奥羽本線「茂吉記念館前駅」より徒歩約7分[6]
- 東北中央自動車道山形上山インターチェンジから
  - 車で約10分[6]

## 周辺
- 上山市サッカー場
- 斎藤茂吉記念館
- 蔵王みはらしの丘
- タケダワイナリー
- ニュートラック上山